# Rue des Champs
La rue des Champs est une rue de la ville belge de Liège faisant partie du quartier administratif du Longdoz.

## Odonymie
Cette rue fait vraisemblablement référence aux houblonnières, de vastes champs propices à la culture du houblon qui s'étendaient jadis dans ce quartier. La rue des Houblonnières, dans le quartier voisin de Fétinne, a la même origine.

## Localisation
Cette artère, plate et rectiligne d'une longueur d'environ 380 m se trouve sur la rive droite de la Dérivation et relie la rue Basse-Wez à la rue Grétry. Elle applique un sens unique de circulation automobile dans le sens Basse-Wez - Grétry.

## Architecture
Parmi la centaine d'immeubles bâtis dans la rue, deux sont à épingler.
- L'immeuble sis au no 15 est un petit hôtel particulier construit en pierre blanche à la fin du XIXe siècle dans le style néo-classique. Le soubassement et plusieurs bandeaux sont réalisés en pierre calcaire. L'imposante porte d'entrée en chêne sculpté à deux battants se loge sous un arc en plein cintre lui-même surmonté par un fronton triangulaire. Au rez-de-chaussée, la baie vitrée de la travée de droite, plus large, possède deux colonnes de pierre calcaire. Cette travée de droite est coiffée par une lucarne avec épi en fer forgé.
- La maison située au no 46 et bâtie au début du XXe siècle présente des éléments propres au style Art nouveau. On remarque particulièrement la baie du premier étage de la travée de gauche. Elle forme un arc en plein cintre sous un arc de décharge brisé et mouluré. Entre ces deux arcs, apparaît une tête féminine sculptée dans la pierre. La baie est précédée d'un garde-corps en ferronnerie aux lignes courbes propres au style Art nouveau.

## Rues adjacentes
- Rue des Prébendiers
- Rue Basse-Wez
- Rue Théodore Bouille
- Rue Fisen
- Rue Waleffe
- Rue de Mulhouse
- Rue Grétry